# Mehlschwitze

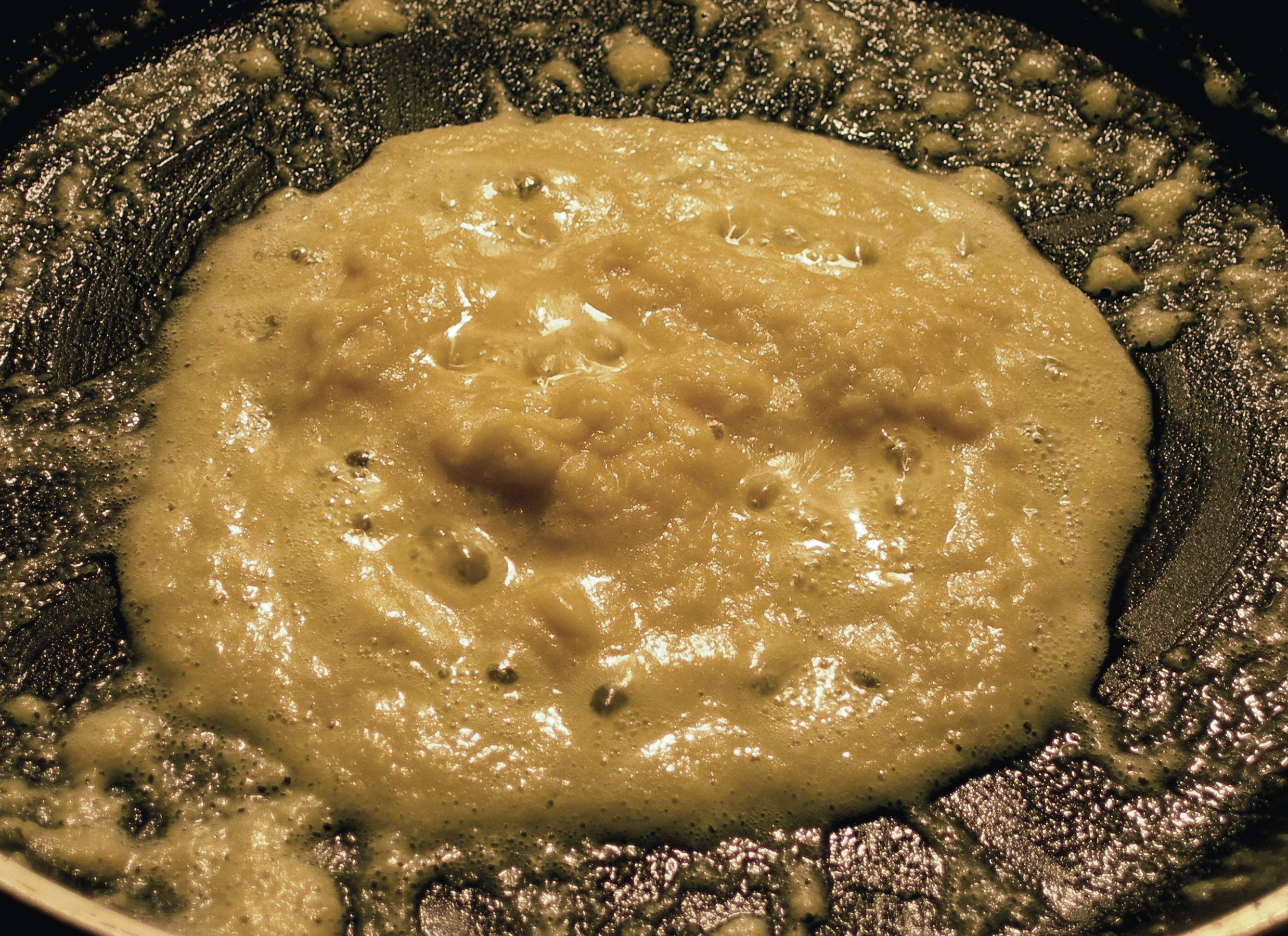
Blonde Mehlschwitze

Mehlschwitze, auch Einbrenn(e) oder Schwitzmehl (französisch roux), ist eine erhitzte Mischung aus Weizenmehl und Fett, die zum Binden von Suppen und Saucen dient. Sie wurde im 17. Jahrhundert in Frankreich erfunden. Je nach Bräunungsgrad spricht man von weißer (Roux blanc), blonder (auch gelber, Roux blond) oder brauner Mehlschwitze (Roux brun), so dass die mit der Mehlschwitze gebundene Sauce einen mehr oder weniger dunklen Farbton erhält. Die Mehlschwitze ist Bestandteil verschiedener Grundsaucen der klassischen Küche wie z. B. der Béchamelsauce.

## Wahl des Fettes
Welches Fett zur Herstellung verwendet wird, ist von der gewünschten Geschmacksnote bzw. vom Rezept abhängig. Für die braune sowie die blonde Mehlschwitze eignet sich weitgehend wasserfreies Fett, wie Schmalz, Butterschmalz oder viele Pflanzenöle. Diese Fette beginnen erst ab etwa 180 °C bis 220 °C zu verbrennen und halten den höheren Temperaturen beim Bräunen des Mehls stand. Olivenöl hat einen starken Eigengeschmack und eignet sich somit nur in wenigen Fällen, Kürbiskernöl ist für Einbrenne nicht geeignet.
Für die weiße Mehlschwitze findet am besten Butter, Butterschmalz oder ersatzweise Margarine mit hohem Fettgehalt Verwendung. Aufgrund des höheren Wassergehalts liegt der kritische Siedepunkt hier niedriger, bei etwa 120 °C. Butter oder Margarine sind dabei vorsichtig solange zu erhitzen, bis das Fett klar (wasserfrei) ist. Streichfette wie Rama, Becel, Lätta usw. sind ungeeignet, da sie einen zu hohen Wasseranteil haben.

## Zubereitung
Im Gegensatz zur kalt hergestellten Mehlbutter wird für die Zubereitung einer Mehlschwitze das Fett in einem Topf oder einer Pfanne zerlassen und geklärt, das Mehl hinzugegeben und unter ständigem Umrühren erhitzt (angeschwitzt). Dabei gilt in etwa das Mengenverhältnis von zwei bis drei Teilen Mehl zu zwei Teilen Fett. Abhängig von der Erhitzungsdauer und vom Wassergehalt des verwendeten Fettes verliert die Mehlschwitze nun bis ca. 10 % Gewicht. Durch die Hitze wird die Stärke des Mehls zu Dextrin aufgeschlossen und die Schwitze verliert den mehligen Beigeschmack. Zu erkennen ist dieser Vorgang an einer allmählichen Farbänderung von weiß zu gelb. Die durch Erhitzen aufgeschlossene Stärke hat die erhöhte Bindefähigkeit für die anschließend hinzugegebene Flüssigkeit. Bei Zubereitung der weißen Mehlschwitze (Roux blanc) muss die Temperatur gering gehalten werden, damit die Mischung sich nicht verfärbt und wasserhaltiges Fett nicht verbrennt. Blonde Mehlschwitze (Roux blond) wird etwas heißer zubereitet, so dass sie eine goldgelbe Farbe annimmt. Die braune Mehlschwitze (Roux brun) wird entsprechend länger erhitzt.
Die heiße Mehlschwitze wird mit kalter oder lauwarmer Flüssigkeit (Wasser, Brühe, Fond bzw. Grundbrühe oder Milch) aufgefüllt. Um Bildung von Klümpchen zu vermeiden, gibt es zwei Möglichkeiten:
1. Die zu bindende Flüssigkeit wird, kalt oder warm, auf einmal zugegeben. Damit die Fett-Mehl-Teilchen während der Phase des Erhitzens gleichmäßig quellen (binden), muss nun ständig gerührt werden (am besten mit einem Schneebesen), bis etwa 70 °C erreicht sind. Nun beginnt die Stärke nach und nach zu quellen und zu verkleistern. Die entstehende Sauce oder Suppe weiter unter stetem Rühren bis fast zum Siedepunkt erhitzen. Das Ergebnis ist eine samtartige, klümpchenfreie Soße bzw. Suppe. Gibt man die Flüssigkeit heiß hinzu, verkleistert die Stärke sofort und es können sich Klümpchen bilden. Abgekühlte Mehlschwitze kann man dagegen mit heißer (max. 60 – 70 °C) Flüssigkeit auffüllen. Hierbei ist kräftig zu rühren, damit sich die Fett-Mehlteilchen vor der Verkleisterung gleichmäßig in der zu bindenden Flüssigkeit verteilen können.
2. Die zu bindende Flüssigkeit wird portionsweise zugegeben, wobei vor einer weiteren Flüssigkeitszugabe das vollständige Verrühren der vorhergehenden Portion erfolgte. Nach vollständiger Flüssigkeitszugabe erfolgt die Behandlung wie in Punkt 1 beschrieben.
Sollten Klümpchen entstanden sein, kann die Mehlschwitze durch ein Sieb gerührt werden und anschließend ebenfalls, wie in Punkt 1 beschrieben, weiter verfahren werden.
Wird die Mehlschwitze für die Bindung von Grundbrühen bei der Vorbereitung von Saucen verwendet, so ist zu berücksichtigen, dass die Masse des Roux ungefähr die 12-fache Menge an Brühe bindet. Durch langsames Kochen verliert die gebundene Grundsauce für die Geschmacksintensivierung etwa ein weiteres Drittel an Flüssigkeit.

## Sonderformen
Eine Sonderform der Mehlschwitze ist bei dem Vorbereiten von braunen Saucen möglich. Das Mehl wird nach dem Anbraten von Knochen und Gemüse direkt eingestäubt. Die braune Mehlschwitze entsteht mit dem Rösten des Bratguts im vorhandenen Fett. Dieses Vorgehen kann Arbeitsgänge sparen. Sie ist auch bei einigen weißen Saucen anwendbar, wenn nach dem Anbraten das eingestäubte Mehl mit Zwiebeln und sonstigen Beigaben ohne entsprechende Bräunung nicht zu heiß mitgeschwitzt wird.

## Verwendung
Je nach Konsistenz kann man auf diese Weise helle Suppen oder Saucen herstellen. Die Flüssigkeit und/oder Gewürzzutaten sind entscheidende Geschmacksgeber. Beispiele: Blumenkohl-, Champignon- oder Lauchsuppe; Geflügel-, Weißwein-, Fisch-, Curry-, Kapern-, Dill-, Meerrettich- oder Senfsauce. Das Anrühren einer Roux ist der erste Arbeitsschritt bei der Zubereitung des Eintopfgerichts Gumbo der amerikanischen Südstaatenküche, der Cajun-Küche.

## Fußnote
1. ↑  dumonts kleines Lexikon Saucen & Dips; Seite 9